# Waskaganish
Waskaganish är ett samhälle om cirka tvåtusen invånare vid Jamesbukten i de norra delarna av Québec. Det uppkom som en creebosättning runt handelsstationen Fort Rupert. Sedan 1978 ligger samhället på reserverad mark (terres réservées aux Cris) och har en creebykommun (municipalité de village cri) som förvaltar mark utanför samhället. Samhällets tätbebyggelse utgör en tätort (centre de population).
Waskaganishs flygplats ligger nära samhället.

## Artikelursprung
Den här artikeln är helt eller delvis baserad på material från engelskspråkiga Wikipedia, Waskaganish, 26 april 2014.